# Рама II
Пхра Бат Сомдет Пхра Пораментхарамаха Итсарасундхорн Пхра Пхуттха Лоетла Нафалай (на тайски: พระบาทสมเด็จพระปรเมนทรมหาอิศรสุนทรฯ พระพุทธเลิศหล้านภาลัย, Phra Bat Somdet Phra Poramintharamaha Itsarasunthon Phra Phuttha Loet La Naphalai, 24 февруари 1767–21 юли 1824), е крал на Сиам под името Рама II.
Той е вторият сиамски крал от династията Чакри, управлявал страната от 1809 г. до 1824. Управлението на Рама II е изключително мирен период от историята на Сиам, тъй като е лишено от големи конфликти. Самият той изтъкнат поет и художник, крал Рама II остава в историята и като виден патрон на литературата. Управлението му бележи разцвета на поетичното изкуство в Сиам, поради което е наричано „Златен век на литературата Ратанакосин“.
Рама II е роден на 24 февруари 1767 г. в Амфауа като Чим. Син е на крал Рама I – основател на династията Чакри, и на съпругата му – кралица Амариндра. През 1782 г. бащата на Чим се възкачва на престола на Сиам, след което Чим получава титлата Принц Итсарасундхорн.
През 1787 принц Итсарасунхорн се сдобива със син от една своя наложница. Детето – принц Туб по-късно става крал Рама III. Въпреки това принц Итсарасудхорн има любовна афера с братовчедка си – принцеса Бунрот. През 1801 крал Рама I разбира, че принцеса Бунрот е бременна в четвъртия месец, и я прогонва от двореца, изпращайки я да живее при брат си. По-късно кралят прощава на сина си и отново приема Бунрот в кралския дворец. Въпреки това детето, което принцесата ражда на принц Итсарасунхорн, умира малко след раждането си. От Бунрот принц Итсарасунхорн има още двама сина – принц Монгкурт (1804) и принц Чутамани (1808).
Като най-възрастен законен син на крал Рама I, принц Итсарасунхорн наседява сиамския престол след смъртта на баща си през 1809 г. По това време в Сиам няма установена система на кралската номенклатура, но по-късно Итсарантхурон е наречен от сина си Будха Леотла Набхалаи, но остава в историята като Рама II.
В началото на управлението си Рама II се сблъсква с въстанието на оспорващия легитимността му принц Кшартраничит – син на сваления от Рама I крал Таксин. Въстанието на Кшартраничит е потушено от кралските войски начело с принц Туб. Същата година Рама I отблъсква нападението на бирманския крал Бодаупая, който за кратко превзема Фукет.
През 1810 г. Рама II установява дипломатически отношения с Китай, а през 1818-1820 възстановява контактите на Сиам със западните страни в лицето на Португалия и Великобритания.
Крал Рама II умира на 21 юли 1824 г. Наследен е от сина си - принц Туб (Рама III).